# Симонян Микита Павлович
Микита Павлович Симонян (при народженні — Мкртич Погосович Симонян, вірм. Նիկիտա (Մկրտիչ) Սիմոնյան, рос. Никита Павлович Симонян, нар. 12 жовтня 1926, Армавір) — вірменський радянський футболіст, нападник. По завершенні ігрової кар'єри — футбольний тренер, пізніше — радянський та російський футбольний функціонер. Рекордсмен «Спартака» за кількістю забитих м'ячів в різних турнірах — 160 голів у 244 офіційних іграх.

## Клубна кар'єра
Вихованець сухумського футболу, з 1944 року почав залучатися до дорослої команди «Динамо» (Сухумі).
Наприкінці 1945 року до Сухумі на тренувальні збори приїхали команди московських «Крил Рад», що провели з місцевими «динамівцями» низку тренувальних зустрічей. У двох матчах проти молодіжного складу «Крил Рад» та одній грі проти головної команди клубу сухумцям вдалося забити п'ять м'ячів, усі з яких записав до свого активу молодий Симонян. Перспективний форвард зацікавив тренерів московської команди і невдовзі приєднався до її складу.
Дебютував у складі московських «Крил Рад» у першій же грі команди в чемпіонаті СРСР 1946 року, в якій приніс перемогу над мінськими «динамівцями» (1:0). Загалом відіграв за «Крила» три сезони, взявши участь у 52 матчах чемпіонату.
За результатами сезону 1948 року «Крила Рад» зайняли останній рядок турнірної таблиці в першій групі радянського чемпіонату і команду було вирішено розформувати. Згідно з принципами радянського «аматорського футболу» гравці підлягали розподілу до інших команд союзної першості, зокрема, Симонян мав поповнити лави московського «Торпедо». Втім, тренерський штаб розформованих «Крил Рад» перейшов до московського «Спартака» і вмовив Симоняна подати заяву про переведення саме до цієї столичної команди.
Подальша ігрова кар'єра Симоняна була нерозривно пов'язана саме з московськими «спартаківцями». Футболіст відразу став ключовою фігурою нападу своєї нової команди, у першому ж сезоні в «Спартаку» став найкращим бомбардиром радянської першості 1949 року, забивши 26 голів. Наступного сезону знову став переможцем бомбардирських перегонів, цього разу відзначившись 34 голами у 36 іграх команди в чемпіонаті, а також допоміг «спартаківцям» здобути Кубок СРСР.
Загалом провів у «Спартаку» одинадцять сезонів, ставши справжньою легендою «Спартака». За цей час додав до своїх титулів ще одну перемогу у розіграшах Кубка СРСР, чотири рази ставав чемпіоном країни, в сезоні 1953 року утретє став найкращим бомбардиром радянської футбольної першості. Утримує клубний рекорд «Спартака» за кількістю забитих м'ячів — 160 голів у 244 офіційних іграх в різних турнірах.

## Виступи за збірну
1954 року дебютував в офіційних матчах у складі національної збірної СРСР. Протягом кар'єри у національній команді, яка тривала 5 років, провів у формі головної команди країни 22 матчі, забивши 12 голів.
1956 року був включений до заявки радянської команди для участі в Олімпійських іграх 1956 року в австралійському Мельбурні. В матчах перших етапів олімпійського футбольного турніру тренери збірної досвідченого 29-річного Симоняна не використовували, натомість на вістрі атак радянської команди грав перспективний 19-річний Едуард Стрєльцов. На турнірі Симонян дебютував лише у фінальній грі проти збірної Югославії, яку футболісти з СРСР виграли з рахунком 1:0, ставши таким чином олімпійськими чемпіонами.
За два роки, у 1958, був учасником тогорічного чемпіонату світу у Швеції, який для збірної СРСР став дебютною світовою першістю, а для 31-річного Симоняна — першим і останнім по-справжньому великим турніром у кар'єрі. На чемпіонаті радянська збірна дійшла до стадії чвертьфіналів, де поступилася господарям турніру, збірній Швеції, з рахунком 0:2. Симонян відіграв в усіх п'яти іграх команди на мундіалі, а також став автором першого гола радянської збірної на чемпіонатах світу, відкривши рахунок у стартовій грі групового етапу проти збірної Англії (нічия 2:2).

## Кар'єра тренера та функціонера
Завершив виступи на футбольному полі у 1959 році. Засновник ФК «Спартак» (Москва) та його багаторічний очільник Микола Старостін запропонував зірковому нападнику команди спробувати свої сили на тренерській роботі, тож вже наступного 1960 року 33-річний Симонян розпочав свою тренерську кар'єру.
Очолював команду «Спартака» до 1965 року, та згодом, протягом 1967–1972 років. Двічі приводив команду до перемог у чемпіонатах СРСР — в сезонах 1962 та 1969; також здобув три перемоги у розіграшах Кубка СРСР.
Наприкінці 1972 року тренер, що мав вірменське коріння, прийняв запрошення очолити найсильнішу команду Вірменської РСР, єреванський «Арарат». Результатом приходу ще досить молодого, однак вже досвідченого та титулованого, тренера став найбільш успішний в історії «Арарата» сезон 1973 року, в якому єреванці спочатку стали володарями Кубка країни, а згодом здобули й свою єдину в історії перемогу у чемпіонаті СРСР. Після цього золотого «дублю» п'яте місце «Арарата» в чемпіонаті наступного сезону було розцінене як провал, і під шквалом критики Симонян вирішив покинути команду, прийнявши пропозицію перейти на роботу до управління футболу Держкомспорту СРСР.
Працюючи у Державному спортивному комітеті, був куратором підготовки збірної СРСР з футболу, протягом 1977–1979 був головним тренером збірної. Пізніше, у 1988, нетривалий час знову виконував обов'язки очільника національної команди.
У першій половині 1980-х повертався до клубної роботи, спочатку очолював тренерський штаб одеського «Чорноморця» (у 1980–1981), а згодом знову працював з єреванським «Араратом» (1984–1985).
Надалі зосередився на роботі футбольного функціонера, працював у Федерації футболу СРСР, а після розпаду СРСР — в Російському футбольному союзі (РФС). Від моменту створення останнього в 1992 році незмінно обирався на посаду віце-президента цієї футбольної федерації. Наприкінці 2009 — на початку 2010 виконував обов'язки Президента РФС. Після невдалого виступу збірної Росії на Євро-2012 та наступної відставки Президента РФС 25 червня 2012 Симоняна було знову призначено виконувачем обов'язки президента Російського футбольного союзу (національної футбольної федерації Росії).

## Титули і досягнення

### Як гравця
- Олімпійський чемпіон: 1956
- Володар Кубка СРСР (2):

«Спартак» (Москва): 1950, 1958
- Чемпіон СРСР (4):

«Спартак» (Москва): 1952, 1953, 1956, 1958
- Найкращий бомбардир чемпіонату СРСР (3):

1949 (26 голів), 1950 (34 голи), 1953 (14 голів)

### Як тренера
- Чемпіон СРСР (3):

«Спартак» (Москва): 1962, 1969
«Арарат»: 1973
- Володар Кубка СРСР (3):

«Спартак» (Москва): 1963, 1965, 1971
«Арарат»: 1973

## Державні нагороди
- Орден Пошани (Вірменія) (2011)[3]